# Isabel Gonzaga
Isabel Gonzaga (en italiano: Elisabetta Gonzaga; Mantua, 9 de febrero de 1471-Ferrara, 28 de enero de 1526) fue una noble del Renacimiento italiano, renombrada por su cultivada y virtuosa vida. Miembro de la Casa Gonzaga, era hermana de Francisco II Gonzaga, marqués de Mantua y por matrimonio duquesa de Urbino.
Debido a que su marido, el duque Guidobaldo de Montefeltro, era impotente, Isabel nunca tuvo hijos propios, pero adoptó al sobrino y heredero de su marido, Francesco Maria I della Rovere.

## Vida
Isabel nació en Mantua, Italia, como la segunda hija de Federico I Gonzaga, marqués de Mantua y Margarita de Wittelsbach. Su hermano era Francisco II Gonzaga.
Se casó con Guidobaldo de Montefeltro, duque de Urbino, en 1489. Guidobaldo era enfermizo e impotente, y no tuvieron ningún hijo, pero Isabel se negó a pedir la nulidad y le cuidó en sus enfermedades. Después de su muerte, Isabel rechazó volver a casarse.
La educación de Isabel la llevó a una vida en compañía de algunas de las mentes más grandes de la Italia de finales del siglo XV. Su corte atrajo a escritores, artistas, y eruditos. Su nobleza le dio contacto e implicación en la política de poder de la Italia del siglo XVI. Era cuñada de Isabel de Este, una influyente mecenas renacentista y figura política. A pesar de tener mala salud, Isabel fue conocida por ser una gran amazona y asistía con frecuencia a cacerías en el campo alrededor de Urbino.

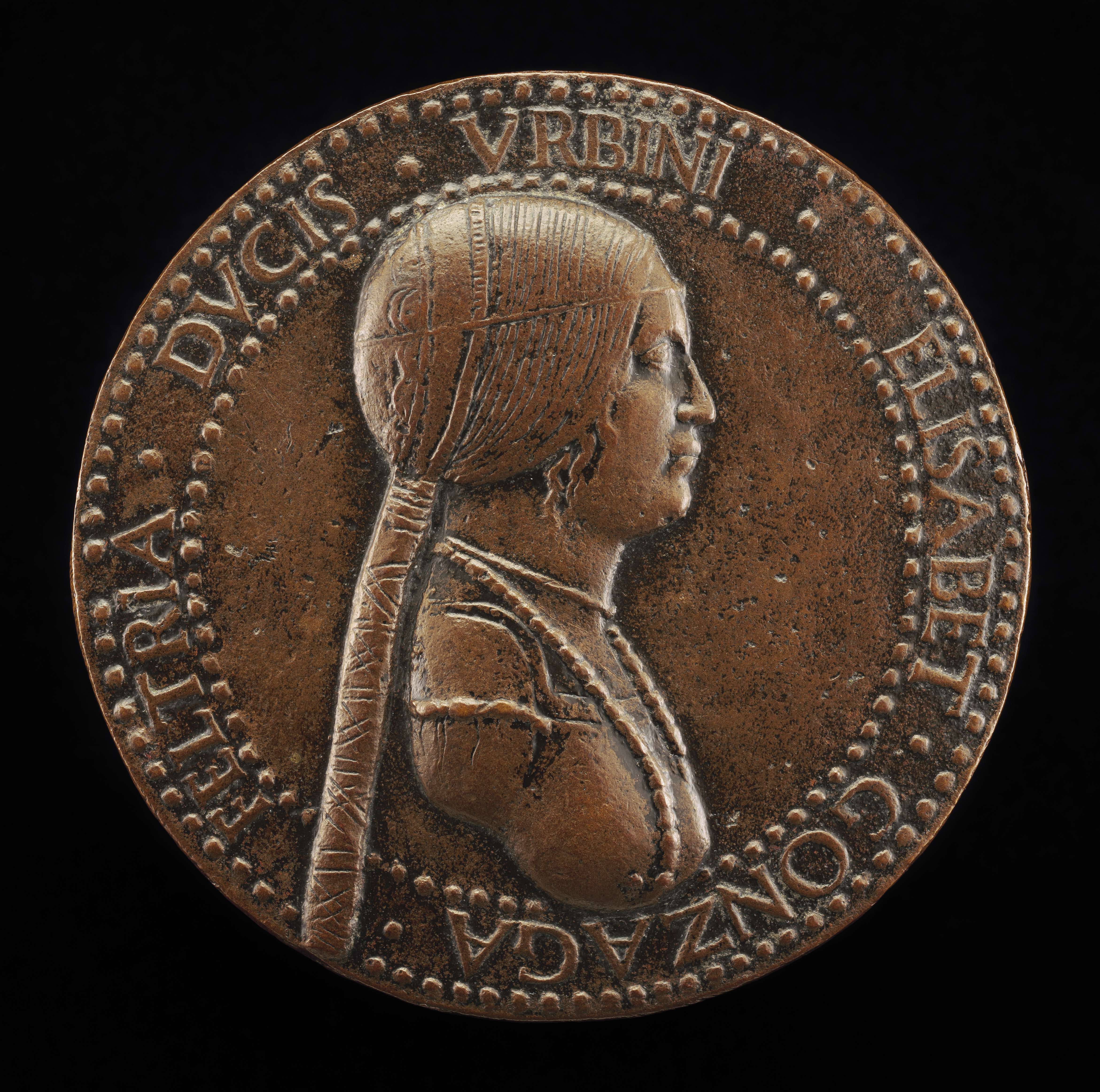
Retrato de Isabel Gonzaga en una medalla de Adriano Fiorentino; probablemente después de 1502. Galería Nacional de Arte, Washington. Colección Widener.

El 21 de junio de 1502 César Borgia ocupó Urbino, haciendo huir a Guidobaldo y obligando a Isabel a quedarse en Mantua, donde se encontraba como invitada. Permaneció allí hasta 1503 y entonces se unió a Guidobaldo en Venecia. Fueron restaurados en el poder en 1504. Al carecer de hijos adoptaron ese mismo año a Francesco Maria I della Rovere, el hijo de catorce años de la hermana de Guidobaldo, para asegurar la sucesión.
En 1502 Isabel acompañó a regañadientes a Lucrecia Borgia en su viaje a Ferrara, donde Lucrecia se casó con Alfonso I de Este. Un testigo presencial la describió así en la boda:

Al entrar en Ferrara, montó una mula negra con gualdrapa de terciopelo negro bordado con tejido dorado, y llevaba un manto de terciopelo marrón acuchillado y cerrado con cadenas de oro macizo; otro día un vestido de terciopelo negro rayado con oro, con un collar enjoyado y diadema. Y otro día más, una túnica de terciopelo negro bordada con cifras."

Tras la muerte de Guidobaldo en 1508 a la edad de 36 años, continuó viviendo en Urbino como  regente del heredero.
En 1509 Francisco Maria I se casó con Leonor Gonzaga, sobrina de Isabel, consolidando la dinastía.
Aun así, en junio de 1516 fue expulsada de Urbino por el papa León X, que quiso dar el ducado a su sobrino Lorenzo de Medicis, duque de Urbino (Lorenzo II di Piero, llamado «Lorenzino»). Junto con su sobrina Leonor Gonzaga y su cuñada, la pobre condesa Emilia Pia Montefeltro, y sin dinero, encontraron refugio en el bastión familiar de Ferrara, donde Isabel murió en 1526.

## Referencias culturales

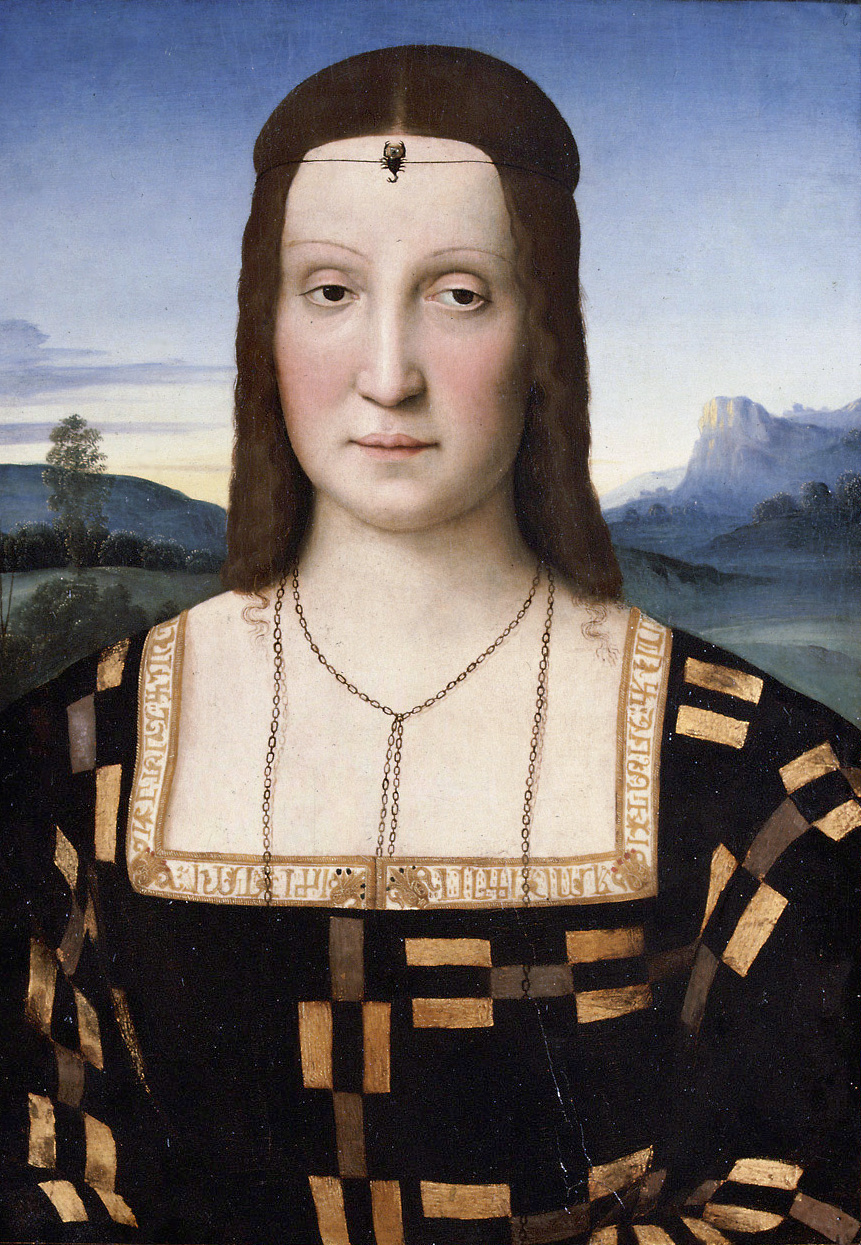
Isabel (ca 1471-1526), hija de Federico I Gonzaga, se casó con Guidobaldo I da Montefeltro (1472-1508), duque de Urbino, en 1489.